# Obieg materii w przyrodzie
Obieg materii w przyrodzie – proces ciągłego krążenia w przyrodzie związków i pierwiastków chemicznych, w tym biogenów (np. węgiel, azot, siarka, tlen, fosfor) pomiędzy poszczególnymi elementami środowiska, m.in. między organizmami żywymi i ich siedliskiem. Występuje on nie tylko na Ziemi, ale także na innych planetach, planetach karłowatych, księżycach i gwiazdach.
Pobrane w postaci prostych związków ze środowiska nieożywionego pierwiastki są przez samożywnych producentów przekształcane w związki organiczne i wbudowywane w strukturę własnych organizmów, bądź też wykorzystywane do uzyskiwania z nich energii. Kolejne szczeble konsumentów na piramidzie troficznej wykorzystują uzyskane z innych organizmów związki do tych samych celów.
Materia organiczna obumierających organizmów powraca do środowiska po rozłożeniu przez reducentów między innymi jako rozpuszczalne w wodzie sole mineralne.
Zjawisko to dotyczy m.in.:
- azotu – cykl azotowy
- węgla – obieg węgla w przyrodzie
- siarki – cykl siarki
- tlenu – cykl tlenu i cykl ozonowy
- wodoru – cykl wodoru
- fosforu – cykl fosforu
- innych pierwiastków o mniejszym znaczeniu biologicznym (np. żelaza)[1].
- wody – cykl hydrologiczny
- litosfery – cykl skalny
- dwutlenku węgla – cykl węglanowo-krzemianowy